# Lissonota monosticta
Lissonota monosticta là một loài tò vò trong họ Ichneumonidae.